# Římskokatolická farnost Valtrovice
Římskokatolická farnost Valtrovice je územní společenství římských katolíků s farním kostelem svatého Jana Křtitele ve znojemském děkanství.

## Historie farnosti
První písemná zmínka o Valtrovicích pochází z roku 1243. Farní kostel zasvěcený sv. Janu Křtiteli byl pravděpodobně postaven koncem 12. nebo počátkem 13. století. Po roce 1560 se přiklonila vesnice i s farářem k luteránskému vyznání. Ještě v roce 1633, kdy byla ves přidělena do jaroslavické farnosti, byli zde téměř jen nekatolíci, kteří pochovávali své nebožtíky sami, bez faráře a stará fara byla opuštěna. Místní kostel byl v roce 1657 zcela opuštěn. Od roku 1620 v něm nebyly slouženy bohoslužby (před tím jen nekatolické) a postrádal veškeré vnitřní zařízení. Po roce 1665 byl kostel obnoven, vysvěcen roku 1682. Bohoslužby sloužil kaplan z Hrádku. Dnešní fara byla založena 4. března 1748 hraběnkou Marií z Althana. Pamětní farní kniha byla založena farářem Ferdinandem Aichingerem roku 1800. Při sčítání lidí 16. února 1921 bylo ve Valtrovicích 557 obyvatel, z toho 550 Němců a 7 Čechů, vesměs římskokatolického vyznání a obec měla 122 domů. Téhož roku byl založen požár na faře a roku 1922 vloupali se neznámí pachatelé do kostela.

## Duchovní správci
Od 1. října 2010 je administrátorem excurrendo R. D. Mgr. Pavel Sobotka. Jde o člena farního týmu FATYM.
FATYM Přímětice-Bítov je společenství katolických kněží, jáhnů a jejich dalších spolupracovníků. Působí v brněnské diecézi od roku 1996. Jedná se o společnou správu několika kněží nad větším množstvím farností za spolupráce laiků. Mimo to, že se FATYM stará o svěřené farnosti, snaží se jeho členové podle svých sil vypomáhat v různých oblastech pastorace v Česku.

## Bohoslužby
| Kostel                | Místo      | Bohoslužba (den) | Hodina | Poznámka     |
| --------------------- | ---------- | ---------------- | ------ | ------------ |
| svatého Jana Křtitele | Valtrovice | neděle           | 11.00  | farní kostel |

## Aktivity ve farnosti
Dnem vzájemných modliteb farností za bohoslovce a bohoslovců za farnosti brněnské diecéze je 22. prosinec. Adorační den připadá na 12. června.
Ve farnosti se pravidelně koná tříkrálová sbírka, v roce 2015 se při ní vybralo 7 012 korun. V roce 2017 činil její výtěžek 8 935 korun.
V roce 2014 se farnost jako vlastník farního kostela stala vítězem soutěže o nejlépe opravenou památku Jihomoravského kraje v roce 2013 v kategorii Velké stavby. V tomto roce byla provedena celková oprava kostela - byly mj. vyměněny vadné části konstrukcí krovu za tvarovou a hmotovou kopii, vyměněno laťování a opravena vrcholová makovice a kříž. Proběhla rovněž oprava fasády, při které bylo zachováno dosavadní členění – novodobé rýsované nároží a lemování šambrán. Došlo tak k výraznému zlepšení stavebního stavu a vzhledu této v jádru středověké sakrální stavby, která tvoří dominantu obce..
FATYM vydává čtyřikrát do roka společný farní zpravodaj (velikonoční, prázdninový, dušičkový a vánoční) pro farnosti Vranov nad Dyjí, Přímětice, Bítov, Olbramkostel, Starý Petřín, Štítary na Moravě, Chvalatice, Stálky, Lančov, Horní Břečkov, Prosiměřice, Vratěnín, Citonice, Šafov, Korolupy, Těšetice, Lubnice, Lukov, Práče a Vratěnín.